# La Favorite-Polka
La Favorite-Polka, op. 217, är en polka-française av Johann Strauss den yngre. Den framfördes första gången den 30 september 1858 i Pavlovsk i Ryssland.

## Historia
Polkan komponerades under Strauss konsertturné i Ryssland sommaren 1858 och spelades första gången den 30 september i Vauxhall Pavilion i Pavlovsk utanför Sankt Petersburg. Från början hette polkan Reussen-Polka (Rysk polka) men Strauss förläggare Carl Haslinger ändrade titeln till La Favorite-Polka då verket publicerade i februari 1859.

## Om polkan
Speltiden är ca 3 minuter och 56 sekunder plus minus några sekunder beroende på dirigentens musikaliska tolkning.